# Cabo Araxos

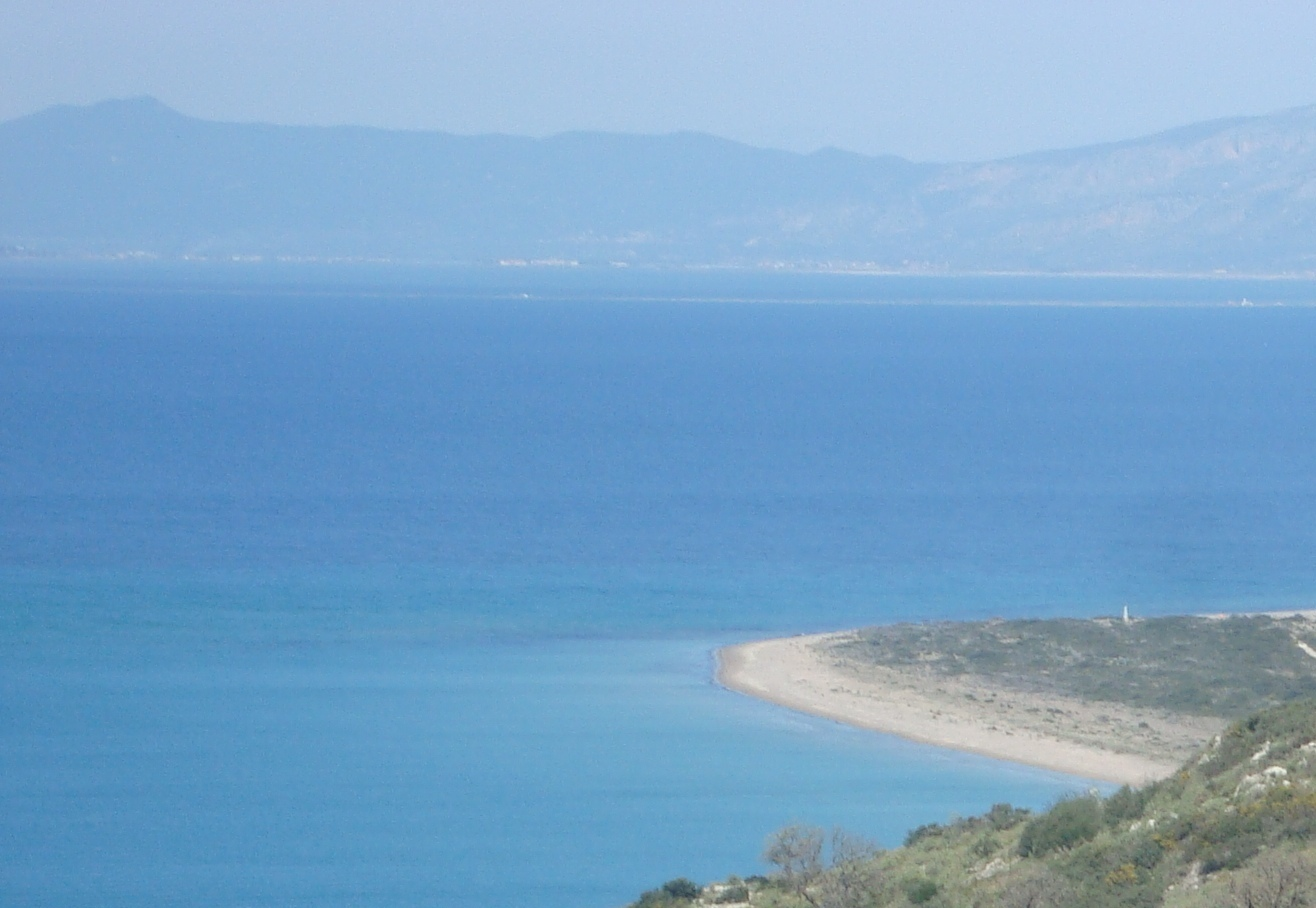
Cabo Araxos

Cabo Araxos

El cabo Araxos (en griego: Ακρωτήριον Άραξος), también conocido como cabo Pappas (Άκρα Πάππα) —y antiguamente como Araxum Promontorium— es un cabo en el noroeste de la península del Peloponeso, Grecia. Situado en aguas del mar Jónico a la entrada del golfo de Patras, es el punto más noroccidental del Peloponeso, . Se encuentra a 30 km al oeste de la ciudad de Patras y muy cerca del pueblo de Akrotirio Araxou. En 1877 se construyó un faro de piedra que era visible desde una distancia de 8 millas, pero fue destruido durante la Segunda Guerra Mundial y, años después, se instaló un faro moderno. Las aguas de la zona son peligrosas debido a la continua incorporación de sedimentos que se proceden de la erosión de las tierras altas de Etolia-Acarnania a través de los ríos Acheloos y Eveno. Las aguas son bastante poco profundas en algunas partes.
Desde 2009, el área está incluida en el parque nacional de Kotýchi-Strofyliá.

## Historia
En la antigüedad era la frontera de  Acaya e Ilia.
Entre este cabo y la isla de Oxia el 7 de octubre de 1571 tuvo lugar la famosa batalla naval de Lepanto.
Araxos es uno de los cabos griegos ilustres, a cuya vista, durante la guerra de Independencia de Grecia, tuvo lugar la famosa batalla naval de Patras.
Durante la Segunda Guerra Mundial, la zona cercana al cabo fue un campo marino de minas, que ocasionó numerosas pérdidas de barcos y vidas humanas. El 29 de mayo de 1945, el carguero holandés Mars chocó con una mina y se hundió. Hoy en día, es uno de los pecios mejor conservados del golfo de Patras.

## Instalaciones de la Armada Helénica y de la Guardia Costera Helénica
La tierra alrededor del cabo pertenece a la Armada griega que opera una pequeña base naval (Fuerte Naval Araxos) por lo que el acceso al área está restringido al igual que la navegación sin permiso a una distancia cercana a 450 metros de la costa. La base alberga la Instalación del Transmisor de Radio Naval de Araxos (Κέντρο Εκπομπής Αράξου).
Según la Guardia Costera Helénica, en el área opera el RSS (Remote Site Sensor, o Sensor de Sitio Remoto) de cabo Pappas que es una instalación de sensor y radar controlada remotamente del sistema nacional de servicio de tráfico de buques de Grecia (oficialmente llamado Sistema de Gestión e Información de Tráfico de Buques).